# Euploea umboina
Euploea umboina är en fjärilsart som beskrevs av Carpenter 1953. Euploea umboina ingår i släktet Euploea och familjen praktfjärilar. Inga underarter finns listade i Catalogue of Life.